# Gardenia grievei
Espèce
Statut de conservation UICN

 EN C2a : En danger
Gardenia grievei est une espèce de plantes de la famille des Rubiaceae.

## Publication originale
- Journal of the Linnean Society, Botany 20: 361. 1883.